# 岡野泰也
岡野 泰也（おかの やすなり）は、日本の作曲家、編曲家。
vividblazeのリーダー。山口県防府市出身。

## 人物
山口県防府市に生まれる。防府市立桑山中学校では吹奏楽部に所属し、高校卒業と共に音楽学校メーザー・ハウスに入学し、音楽理論を学ぶ。同校卒業後本格的に作曲・ライブ活動を展開し、自身のバンドvividblazeの活動と共に、作曲家・編曲家としても活動している。

## 音楽活動
1999年に手塚三保を中心にLove connectionsを結成し、2000年にミニアルバム「fiore」で、CDデビュー。2003年にvividblazeにバンド名を変更し、2004年「marin」、2005年「Snow Harp」、2007年「Peridot」と3枚のCDを発売している。
現在は vividblazeの活動を中心に作曲家としても活動の場を広げ中島美嘉を中心に、工藤静香、宇都美慶子、相川七瀬、月路奏等に楽曲提供している。

## 参加作品
- 2000年
  - 5月 SAKURA"daylight remix"参加
  - 7月 葛谷葉子 remix参加
  - 8月 Love connections mini album"fiore"発売
  - 12月 GaultierHommeObject
- 2001年 春夏コレクション音楽プロデュース
- 2002年
  - 8月 中島美嘉のアルバム『TRUE』の「A MIRACLE FOR YOU」楽曲提供
  - 10月 代官山AFRICA PRESENTS「MUSIC FOR BEAUTIFLE MODERN LIFE EDTEDTED5」「Eternal」参加
  - 11月 中島美嘉のミニアルバム『RESISTANCE』の「LAST WALTZ」楽曲提供
- 2003年
  - 11月 中島美嘉のアルバム『LØVE』の「Venus in the dark」（カネボウ「KATE」CMソング）楽曲提供
  - 12月 コンピレーション・アルバム『TOKYO BOSSA NOVA〜lua〜』参加
- 2004年
  - 7月 vividblaze1stミニアルバム『marin』発売
- 10月 宇都美慶子のアルバム『C'est Bean La Vie』の「Trip & Trick」楽曲提供。中島美嘉のシングル「LEGEND」（ソニー「MDウォークマン」CMソング）楽曲提供
- 2005年
  - 2月 相川七瀬アルバム『First Quarter』の「リアルな夢」楽曲提供
  - 3月 sona（ユンソナ）のアルバム『Song bird』の「Waltz」楽曲提供
  - 4月 コンピレーション・アルバム『authentica frontier』参加
  - 6月 工藤静香のアルバム『月影』の「Rain」楽曲提供
  - 11月 vividblazeの2ndミニアルバム『Snow Harp』発売
- 2006年4月  コンピレーション・アルバム『COOL & BEAUTY #1』の「帰る場所」楽曲提供
- 2007年
  - 2月 vividblazeのフルアルバム『PERODOT』発売
  - 3月 中島美嘉のアルバム『yes』楽曲提供（「DANCE WITH THE DEVIL」 - カネボウ「KATE」CMソング 他）
  - 9月 愛音「愛ノ薬」アレンジ担当
- 2008年
  - 3月 宇都美慶子の作品に編曲家として5曲参加
  - 12月 櫻倉レオンの作品に編曲家として2曲参加
- 2009年 ミズノマリ の作品に楽曲提供・編曲家として2曲参加
- 2010年
  - 2月 vividblaze『LAND side 2010-2012』発売
  - 3月 vividblaze『SPACE side 2012-2030』発売
  - 5月 カルネイロ 楽曲提供作曲家として1曲参加
- 2011年4月 中島美嘉のシングル「Dear」カップリング曲「A MIRACLE FOR YOU」楽曲提供
- 2012年5月 vividblaze 『Mirai Music』発売
- 2014年1月 宇都美慶子の作品に編曲家としてとして5曲参加